# Никола Грбић
Никола Грбић (6. септембар 1973) је бивши српски одбојкаш. Био је селектор репрезентације Србије у периоду 2015—2019. године. Највећи успех постигао је на Олимпијским играма у Сиднеју 2000, када је освојио златну медаљу. Тренутно је селектор репрезентације Пољске.

## Биографија
Син је Милоша Грбића и рођени је брат Владимира Грбића. Пореклом су из Требиња у Републици Српској. Са одбојкашком репрезентацијом Југославије је освојио златну медаљу на Олимпијским играма 2000. у Сиднеју и бронзану на Олимпијским играма 1996. у Атланти. Са репрезентацијом је још освојио сребрну медаљу на светском првенству 1998. у Јапану и бронзану медаљу на СП 2010. године у Италији, као и златну медаљу на Европском првенству 2001. и бронзану медаљу на Европском првенству 2007.
Југословенски олимпијски комитет га је прогласио најбољим мушким спортистом 1997. године, проглашен је за најбољег спортисту Војводине 2010. године, а 2011. је од Спортског савеза Србије примио "мајску награду".
Од 2015. године је био селектор мушке одбојкашке репрезентације Србије, са којом је 2016. године успео да освоји историјску златну медаљу у Светској лиги у Кракову.
Током 2016. године уврштен је у Одбојкашку кућу славних.
Водио је тим ЗАКСА из Пољске. Од 2022. године је постављен на место селектора репрезентације Пољске.
Са репрезентацијом Пољске је освојио бронзану медаљу у Лиги нација 2022. године које је одржано у Болоњи.

## Приватни живот
Ожењен је и има два сина.

## Награде

### Друге награде
- 2021: Награда Браћа Карић

## Играчки успеси

### Репрезентативни
- Олимпијске игре:  2000,  1996.
- Светско првенство:  1998,  2010.
- Европско првенство:  2001,  1997,  1995, 1999, 2005, 2007.
- Светска лига:   2003, 2005, 2008, 2009,  2002, 2004.
- бронзе на Светском Купу (2003), Светском купу шампиона (2001) и Светском купу изазивача (1996).

## Тренерски успеси

### Репрезентативни

#### Србија
- Европско првенство:  2017.
- Светска лига:  2016,  2015.

#### Пољска
- Лига нација:  2022.
- Светско првенство:  2022.